# ناحیه پره‌اپتیک
ناحیه پره‌اپتیک (به انگلیسی: Preoptic area) یا (POA) ناحیه ای در جلو هیپوتالاموس است که به دلیل ارتباط متقابل آن با بسیاری از مناطق مغز و توانایی پاسخ به عوامل مختلف هومورال، در بسیاری از فرایندهای فیزیولوژیکی و رفتاری مانند خواب، اسمولاریته، تولید مثل و دمای بدن دخیل است. یکی از وظایف اصلی POA مدیریت هموستاز دمای بدن است. تحقیقات نشان داده، ناحیه پره‌اپتیک می‌تواند در پاسخ به تغییر دمای محیط، کنترل حرارت زایی را به وسیله بافت چربی انجام دهد، همچنین این بخش در تعدیل مصرف غذا در پاسخ به تغییر دما نقش اساسی دارد، به همین علت بررسی آن برای تنظیم وزن بدن و چاقی بسیار حائز اهمیت است. عملکرد POA در کنترل وزن بدن همچنان ناشناخته مانده اما انتظار می‌رود که تحقیقات بیشتر، درک بهتری از مدارهای POA و ارتباط آن‌ها با مدارهای کلاسیک هیپوتالاموس که هموستازی انرژی را تنظیم می‌کند، فرصت‌های جدیدی را برای درک و درمان چاقی و بیماری‌های مرتبط فراهم آورد. لغت نامه عنوان‌های پزشکی این ناحیه را به عنوان بخشی از هیپوتالاموس قدامی طبقه‌بندی می‌کند. واژگان کالبدشناسی چهار هسته (نوروآناتومی) را در این منطقه «میانی، جانبی، بطنی و درون بطنی» فهرست کرده‌است.

## کارکرد
ناحیه پره‌اپتیک (POA) در تنظیم سیستم‌های فیزیولوژیکی مختلفی دخیل است که برای بقا ضروری است. یک نقش برجسته پره‌اپتیک کنترل سازگاری‌های فیزیولوژیکی با تغییرات دمای محیط است، POA تحریک عصبی را از گیرنده‌های حرارتی در پوست، غشاهای مخاطی و خود هیپوتالاموس دریافت می‌کند و فراینده‌های تنظیم دمای بدن را به وسیله مواد جذب شده در بدن و ذخیره شده در کبد مانند گلیکوژن‌ها و چربی‌ها انجام می‌دهد. به صورت مستقیم، POA با کنترل وزن بدن ارتباطی ندارد، اما نقش عمده آن در سازگاری متابولیکی وابسته به دما در مورد تعامل بین POA و هموستازی وزن بدن باعث بررسی‌ها و آزمایش‌های بسیاری جهت درک چگونگی این فرایند شده‌است. در مطالعات اخیر از ابزارهای ژنتیکی و مولکولی پیچیده برای روشن شدن عملکرد فیزیولوژیکی POA استفاده شده‌است و تأثیر قوی ناحیه پره‌اپتیک بر مصرف انرژی به اثبات رسیده‌است. مهمتر از همه، فرایندهای متابولیک به واسطه این بخش باعث تغییر در مصرف غذا و تغییرات وزن بدن می‌شود، با وجود نتایج این تحقیقات همچنان نا مشخص است که چگونه فرایندهای متابولیکی وابسته به دما ممکن است بر وزن بدن تأثیر می‌گذارد.
POA یک بخش مهم برای فرایندهای هموستاتیک مانند خواب، اسمولاریته، تولید مثل و دمای بدن است؛ در حالی که تمام فرایندهای ذکر شده بر مصرف غذا و مصرف انرژی تأثیر می‌گذارد. (در بررسی این فرایندها ناحیه پره‌اپتیک تأثیری بر وزن ندارد)

## بخش‌ها

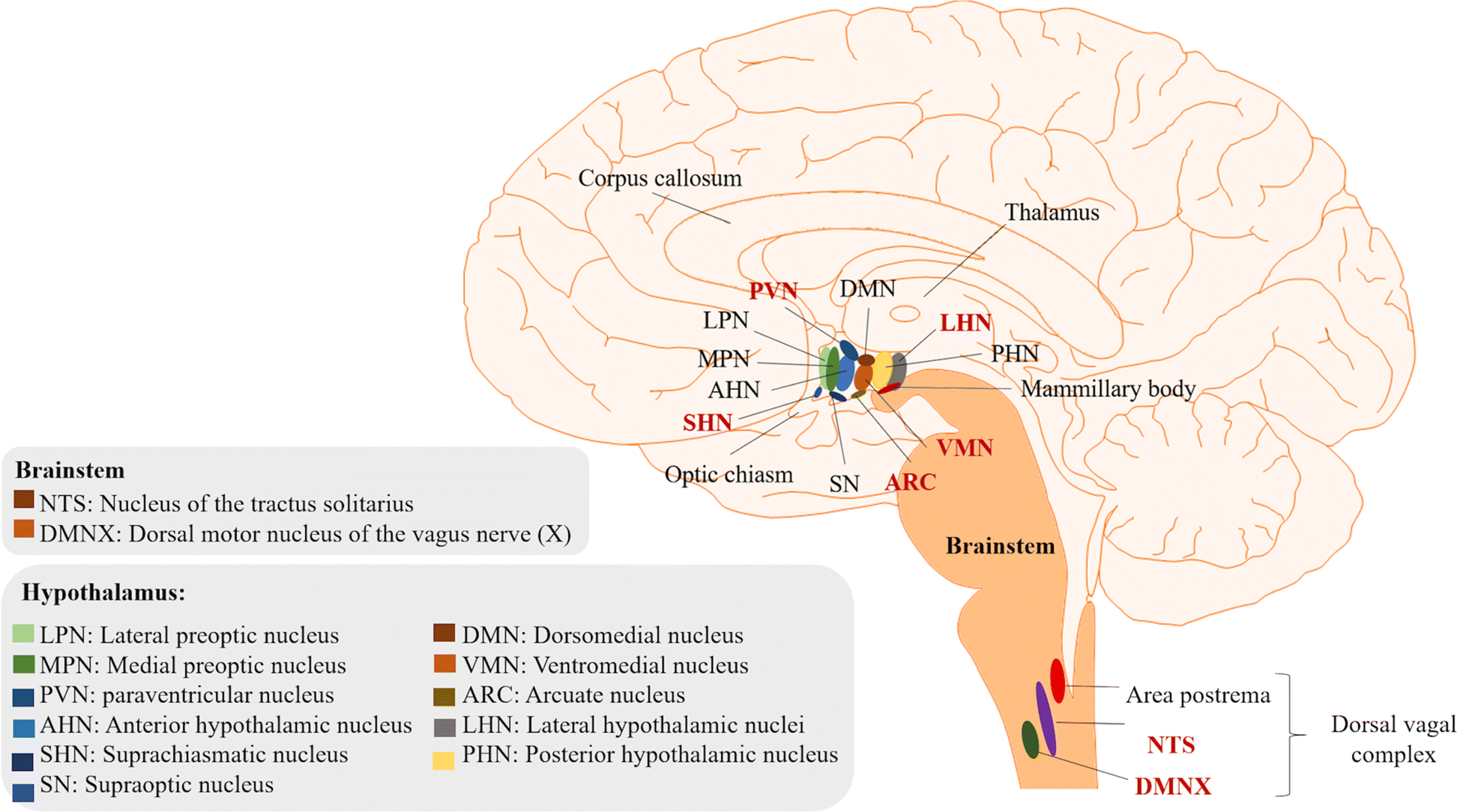
قسمت‌های مختلف پره‌اپتیک

### هسته میانه پره‌اپتیک
هسته میانی در وسط مغز در موقعیت پشتی سه هسته دیگر قرار دارد. این بخش در اطراف سطوح بالا (پشتی)، جلو و پایین (شکمی) بافت رابط قدامی پیچیده شده‌است. هسته پره‌اپتیک میانی در تنظیم تشنگی و آب بدن مؤثر بوده و نوشیدن باعث کاهش انتشار نورآدرنالین در هسته میانی و در نتیجه کاهش احساس تشنگی می‌شود. در نتیجه کارکرد ناصحیح یا آسیب در این بخش بیماری استسقا یا پر نوشی ایجاد می‌شود.